# Jan Matthijs

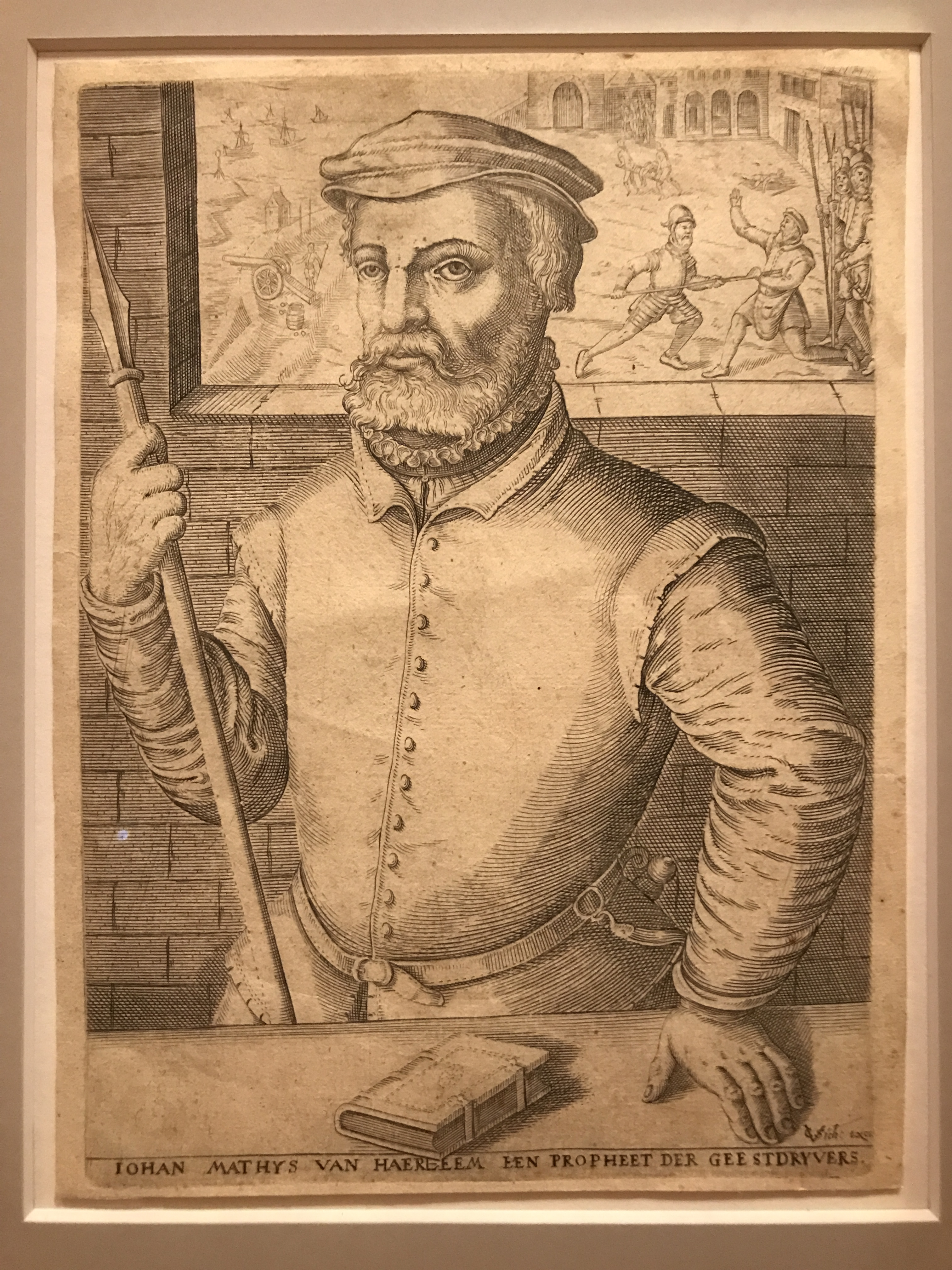
Jan Matthijs

Jan Matthijs (ook bekend als Jan Matthias, Johan Mathijszoon) (Haarlem, ca. 1500 - Münster, 5 april 1534) was een charismatisch leider van de wederdopers. Zijn volgelingen beschouwden hem als een profeet.
Matthijs was bakker in Haarlem en was rond 1520 door toedoen van Melchior Hoffman wederdoper geworden. Matthijs doopte duizenden bekeerlingen. Nadat Hoffman gevangen was gezet werd Matthijs een vooraanstaand leider bij de wederdopers. Matthijs verwierp het pacifisme en de theologie van de geweldloosheid die Hoffman had uitgedragen. Matthijs was van mening dat bij onderdrukking gewapend verzet geoorloofd was.  
In 1534 kregen de Wederdopers de macht in de Duitse stad Münster als gevolg van de anabaptistische opstand. Jan van Leiden, een volgeling van Hoffman of Matthijs, en een groep lokale kooplieden, riepen Jan Matthijs op om zich bij hen te voegen. Matthijs wees Münster aan als het Nieuwe Jeruzalem. Op 5 januari 1534 trok een aantal van zijn volgelingen de stad binnen en stelden de volwassendoop in.
De hervormer Bernhard Rottmann stond die dag het "wederdopen" toe. Binnen korte tijd werden meer dan duizend volwassenen opnieuw gedoopt. 
Matthijs en de zijnen verklaarden de oorlog aan de verdreven bisschop Frans van Waldeck. Op zijn beurt belegerde deze de versterkte stad. Op paaszondag 1534 voorspelde Matthijs dat die dag het oordeel van God zou worden voltrokken aan zijn tegenstanders. In de veronderstelling dat hij een tweede Gideon was deed Matthijs een uitval met 30 volgelingen. Hij werd gedood en zijn hoofd werd op een staak gezet, zichtbaar voor iedereen in de stad.